# Coelotes aritai
Coelotes aritai là một loài nhện trong họ Amaurobiidae.
Loài này thuộc chi Coelotes. Coelotes aritai được miêu tả năm 2009 bởi Nishikawa.